# Merzifon
Merzifon (in persiano antico: Merzban; in greco antico: Μυρσυφων?, Myrsyfōn) è una città della Turchia che dà il nome anche all'omonimo distretto della provincia di Amasya, nella regione turca del mar Nero Centrale.
Si estende su un'area di 970 km2 e ha una popolazione di 69 237 abitanti (nel 2010), di cui 52 947 residenti nella città capoluogo di distretto.

## Etimologia
Sembra che il nome tragga origine da Marzban, il titolo persiano che significa "signore d'una marca [di confine]" o "governatore distrettuale", sebbene una loro esatta connessione col toponimo resti ancora ignota.
Lo studioso Özhan Öztürk afferma che il termine originale sia Marsıvan (persiano Mers, "frontiera" + van, "città", in armeno), che porterebbe a significato di "città frontaliera".

## Storia

### Preistoria e storia antica
Tracce di insediamento umano tracciano una storia urbana che risale all'età della pietra, all'incirca al 5500 avanti Cristo. Le prime fortificazioni risalgono all'età ittita, che dovettero cedere alla pressione di popolazioni che, verso il 1200 a.C., venivano dalle vicine regioni del mar Nero.

Dal 700 a.C., le fortificazioni ittite furono restaurate e ricostruite ex novo dai Frigi, quattro secoli dopo costretti a lasciare il passo ai Cimmeri che venivano dalle montagne del Caucaso.

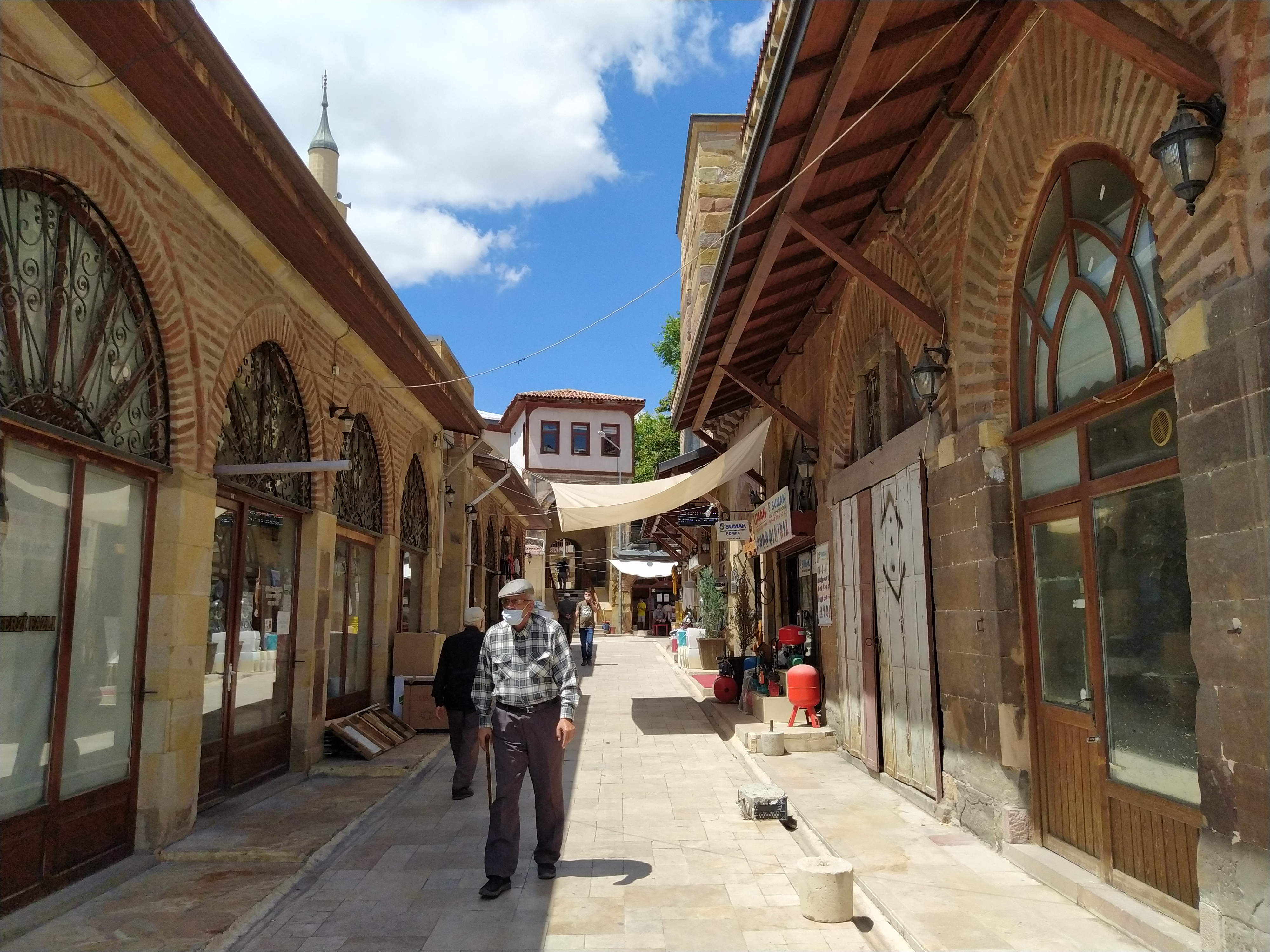
Vista sulla strada di un luogo storico a Merzifon

Merzifon divenne poi un posto d'importanza commerciale dei sovrani del Ponto, che governarono la costa del mar Nero dalla loro capitale di Amasya.
Ad essi subentrarono i Romani prima e i Bizantini poi.

### Periodo islamico e ottomano
Dall'XI secolo in poi, l'Anatolia bizantina cadde in buona parte sotto il controllo dei Danishmendidi, dei Selgiuchidi di Rūm e degli Ilkhanidi mongoli. Nel 1393 furono gli Ottomani a prendere possesso di buona parte di quelle terre e Merzifon rimase anche sotto il loro governo un'importante città mercantile, anche a causa della sua vicinanza con Amasya, in cui i principi ottomani erano istruiti e addestrati alle incombenze di governo. Il celebre viaggiatore ottomano Evliya Çelebi la ricorda come una città dedita ai commerci e ben fortificata.
Dal XIX secolo, Merzifon divenne un centro importante di commercio anche per le Potenze occidentali cristiane e per l'attività dei missionari. Missionari protestanti vi istituirono un seminario nel 1862 e nel 1886 fu fondato l'"Anatolia College in Merzifon", allargato all'insegnamento delle fanciulle nel 1893.

Negli anni venti tali scuole ospitavano circa 200 studenti, la maggior parte dei quali greci e armeni. Il complesso vantava anche uno dei più grandi ospedali dell'Asia Minore e un orfanotrofio che si prendeva cura di circa 2 000 fanciulli.
La città divenne un importante centro del nazionalismo armeno (gli Armeni costituivano nel 1915 all'incirca la metà dell'intera popolazione di Merzifon, allora chiamata Marsovan) e del sentimento anti-occidentale. Si ebbero due moti negli anni novanta del XIX secolo e nel 1916, circa 11 000 Armeni furono deportati: poco più di un terzo dell'intera popolazione urbana, visto che Merzifon allora aveva circa 30 000 abitanti. Altri armeni vennero uccisi e le loro proprietà confiscate e vendute ai turchi di Merzifon, come documentato dal missionario George E. White. 
Anche la scuola statunitense fu chiusa e gli occidentali cacciati dalla regione.

### Periodo turco repubblicano
Dopo la fine dell'Impero ottomano, una nuova missione statunitense giunse a Merzifon nel 1919 al seguito delle truppe britanniche incaricate di vegliare sugli accordi di pace raggiunti. L'attività bruscamente interrotta in età ottomana fu ripresa e si volle aggiungere alla scuola e all'orfanotrofio anche un asilo infantile in cui ospitare anche madri armene. Tuttavia le truppe britanniche dovettero ritirarsi e i disordini - dovuti alla situazione politica e istituzionale non ancora risolta - proseguirono in città, prima che il nuovo assetto repubblicano, plasmato da Kemal Ataturk, si affermasse in modo positivo e portasse infine alla normalizzazione della Turchia e di Merzifon.